# Michel Glabas Tarchaniotès
Ne doit pas être confondu avec Michel Tarchaniotès.
Michel Glabas Tarchaniotès (? - vers 1305) (grec: Μιχαὴλ Δοῦκας Γλαβᾶς Ταρχανειώτης), est un général byzantin sous Andronic II Paléologue. 
À la mort de Michel VIII en 1282, il obtient le titre de grand connétable ainsi que le commandement des 4 000 Tatars recrutés par Michel pour combattre le despotat d'Épire. À la place, ils sont envoyés combattre les Serbes. 
Au début des années 1290, il est envoyé combattre en Grèce du Nord pour fragiliser la coalition naissante entre Charles II d'Anjou, Florent de Hainaut et Nicéphore, le despote d'Épire. La Chronique de Morée donne d'importants détails sur cette campagne et parle de 14 000 cavaliers et 30 000 fantassins, ce qui est exagéré car à cette époque, Andronic II a déjà procédé à des réductions d'effectifs pour assainir les finances de l'Empire byzantin. L'armée byzantine réussit à prendre Ioannina et Durazzo avant de se replier du fait de l'arrivée des troupes de Florent de Hainaut et du comte de Céphalonie Riccardo Orsini. 
En 1297, il est envoyé combattre les Serbes qui ont pris plusieurs villes en Macédoine, mais ne parvient pas à les vaincre, ce qui oblige Andronic à chercher une solution diplomatique qu'il trouve en mariant sa fille avec l'empereur serbe. 
En plus de sa carrière de militaire, Michel Glabas est aussi gouverneur des provinces occidentales de l'empire et il est connu pour avoir financé diverses œuvres comme mécène. Il a entre autres permis la restauration du monastère de la Vierge Pammakaristos à Constantinople. 
Il meurt vers 1305.